# Eftertryck
Eftertryck eller tjuvtryck (även rovtryck, piratedition eller piratupplaga) är en beteckning för en otillåten reproduktion av ett tryckt verk.